# Tytus Czerkawski
Tytus Czerkawski (ur. 1884 w Baniłowie Mołdawskim, zm. 1969 w Pruszkowie) – polski właściciel ziemski i działacz społeczny.
Ukończył prawo w Wiedniu. W latach 30. XX w. Prezes Polskiej Rady Narodowej w Rumunii, Związku Stowarzyszeń Polskich w Rumunii i Związku Polaków w Rumunii. W 1939 został senatorem Królestwa Rumunii, reprezentującym mniejszość polską. Funkcję tę pełnił aż do aneksji i okupacji Bukowiny przez Związek Sowiecki w 1940 roku.